# Sadnig
Sadnig är ett berg i Österrike.   Det ligger i distriktet Spittal an der Drau och förbundslandet Kärnten, i den centrala delen av landet, 290 km sydväst om huvudstaden Wien. Toppen på Sadnig är 2 745 meter över havet, eller 482 meter över den omgivande terrängen. Bredden vid basen är 5,7 km.
Terrängen runt Sadnig är bergig söderut, men norrut är den kuperad. Runt Sadnig är det ganska glesbefolkat, med 29 invånare per kvadratkilometer.. Närmaste större samhälle är Obervellach, 16,4 km öster om Sadnig. 
I omgivningarna runt Sadnig växer i huvudsak blandskog.